# Renato González
Renato Patricio González De La Hoz (Santiago del Cile, 19 febbraio 1990) è un calciatore cileno, centrocampista del Real San Joaquín.

## Caratteristiche tecniche
È un centravanti.

## Palmarès
- Campionato cileno di seconda divisione: 2

San Marcos: 2012
U. de Concepcion: 2013